# چپستاو
latitudeچپستاوlongitudeچپستاو
چپستاو (به انگلیسی: Chepstow) یک شهرک در ولز است که در مونموت‌شر واقع شده‌است.

## خصوصیات
چپستاو ۱۲٬۴۱۳ نفر جمعیت دارد.

## خواهرخوانده
شهر Cormeilles خواهرخواندهٔ چپستاو هست.

## نگارخانه

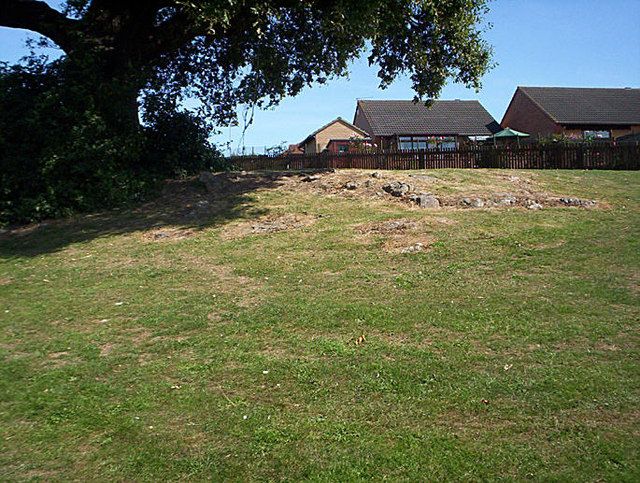
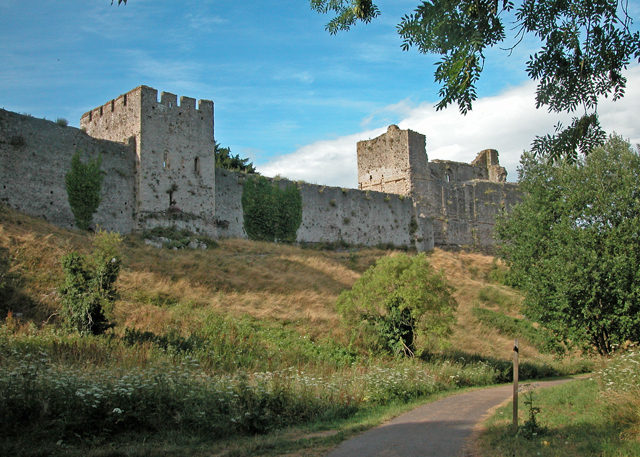
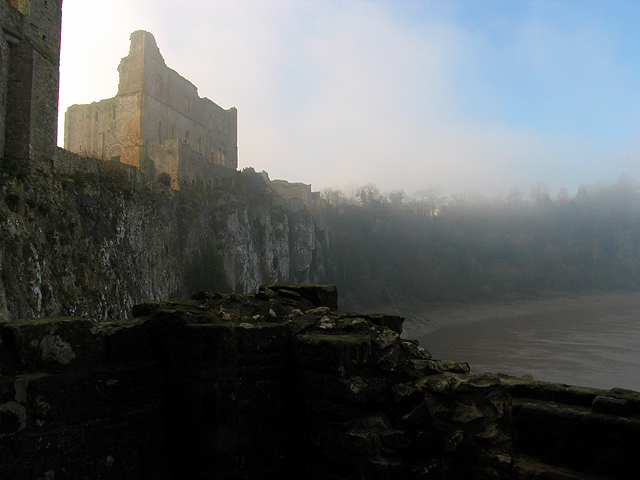
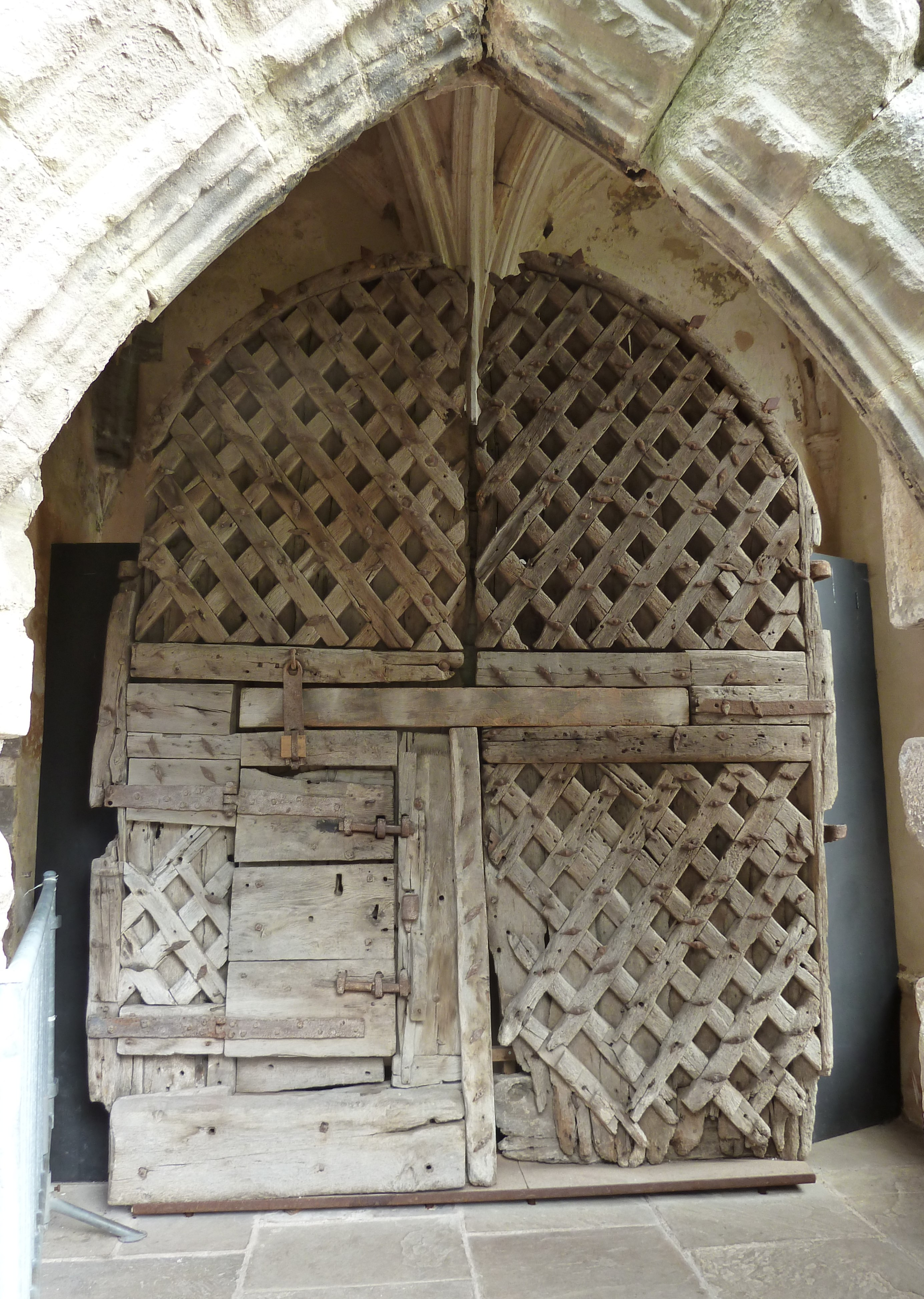
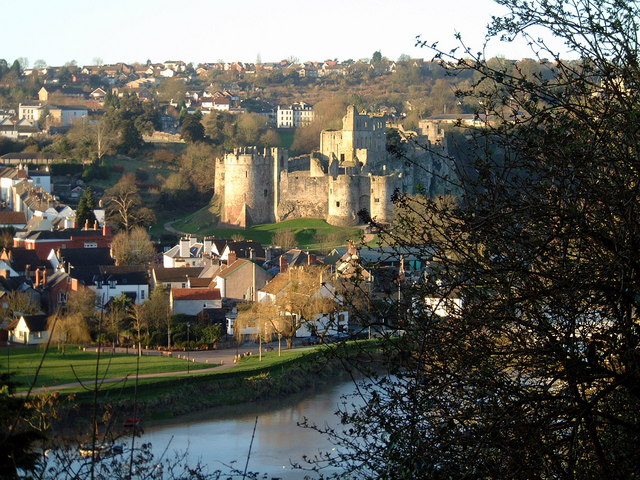
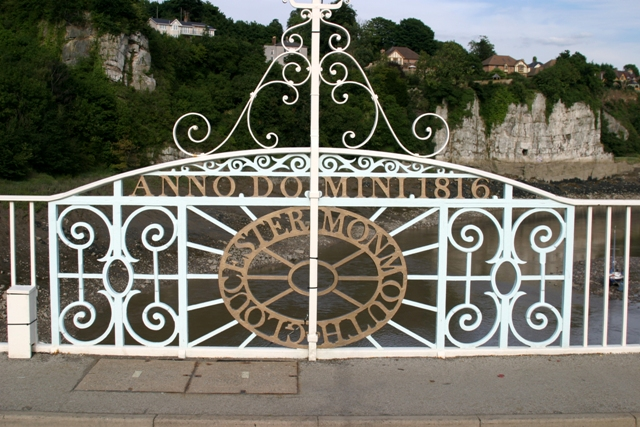
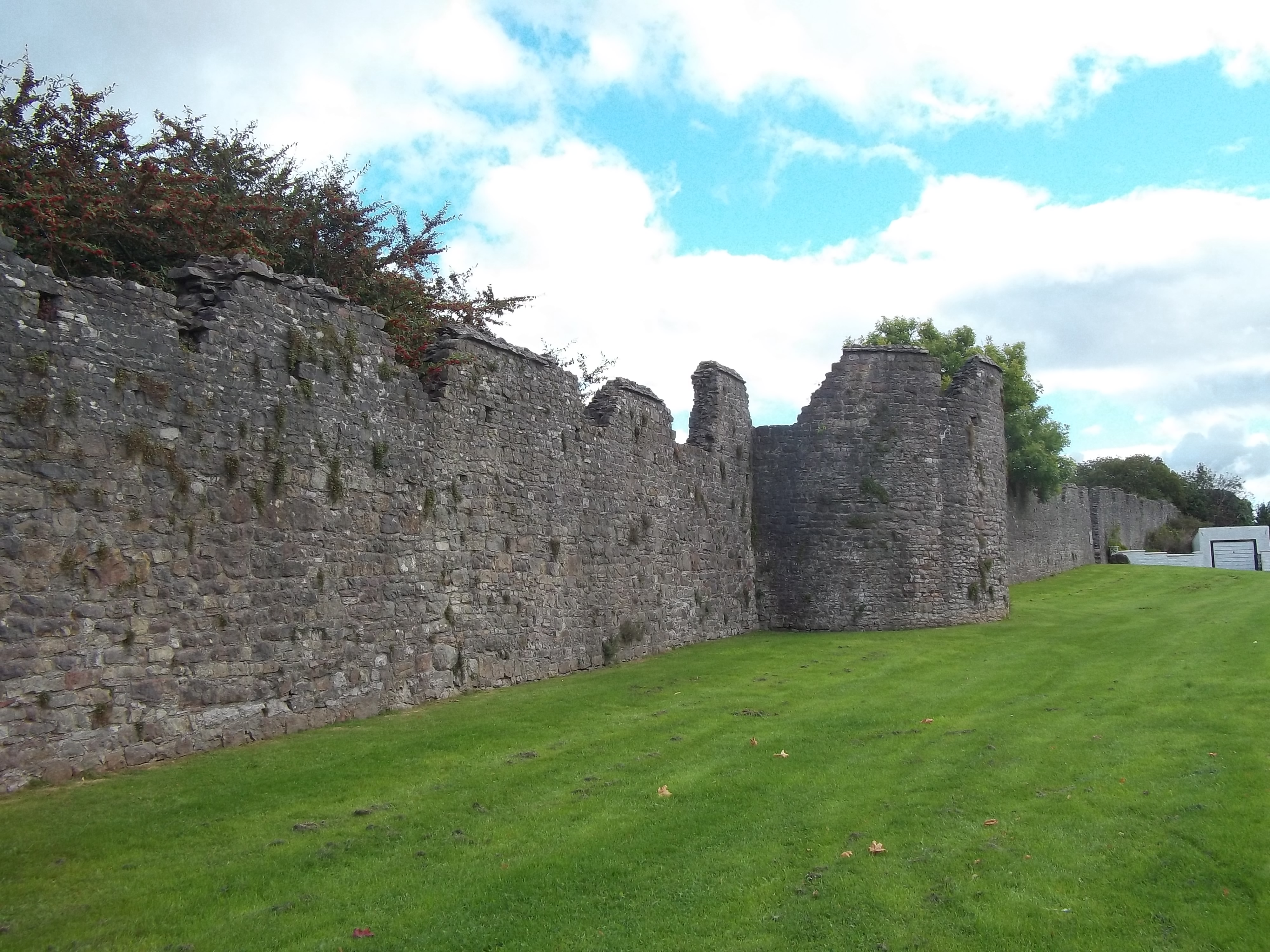
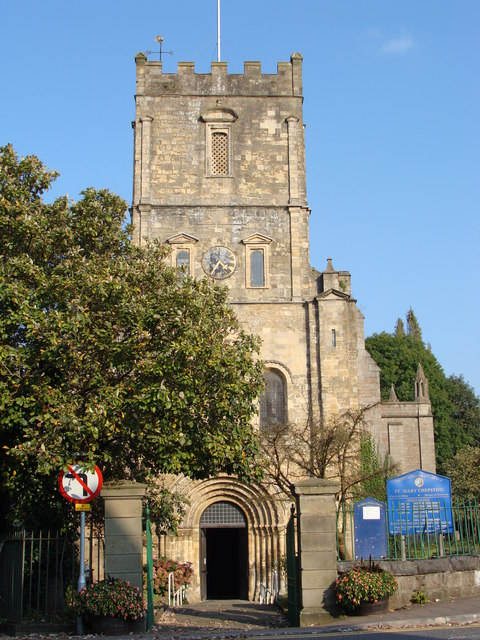
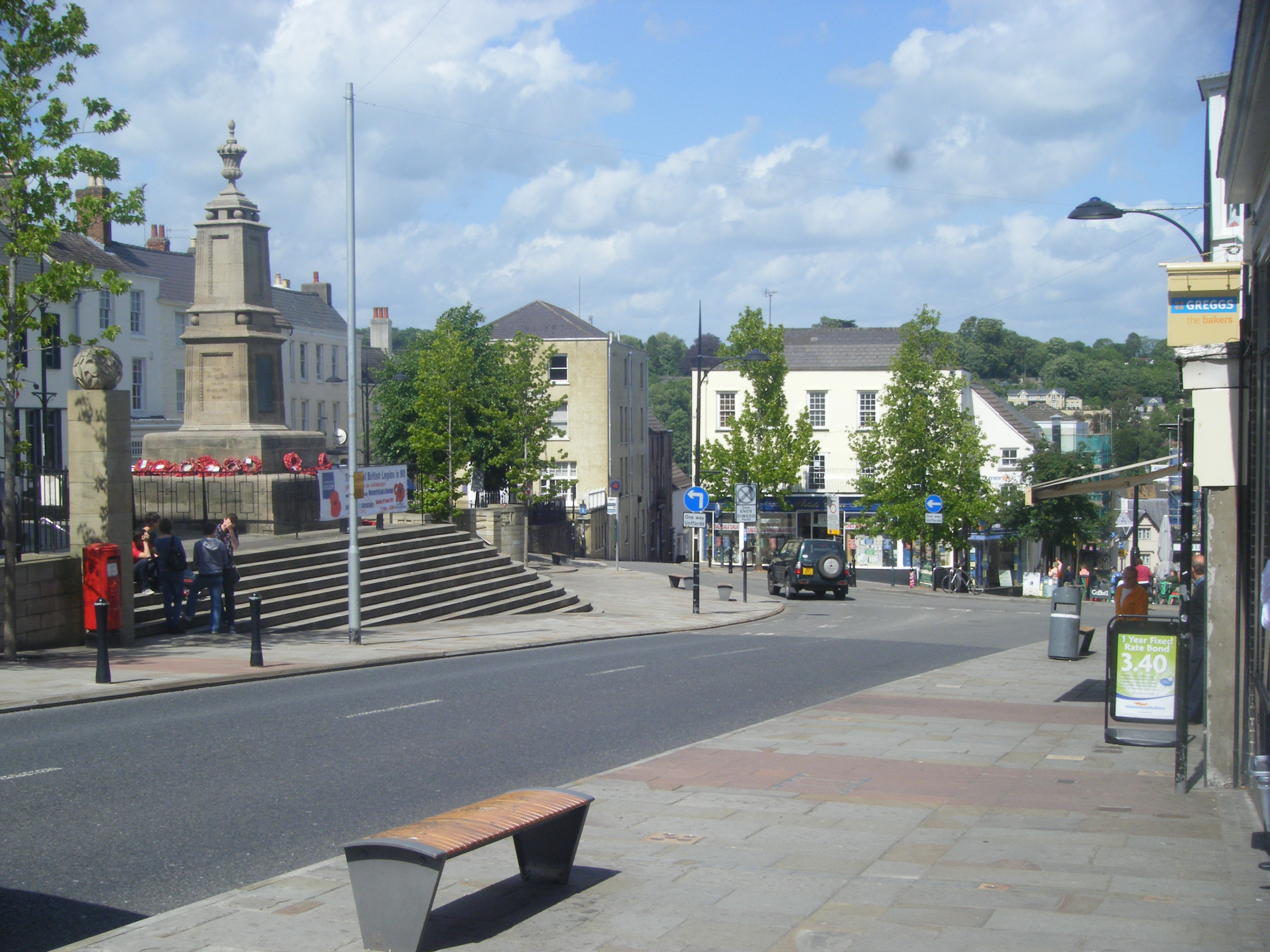
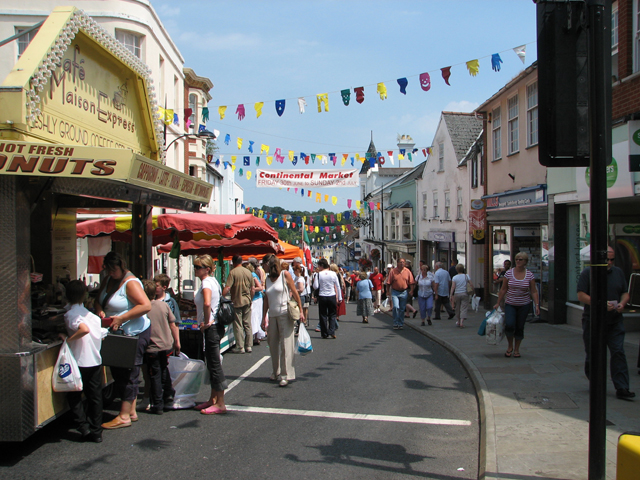
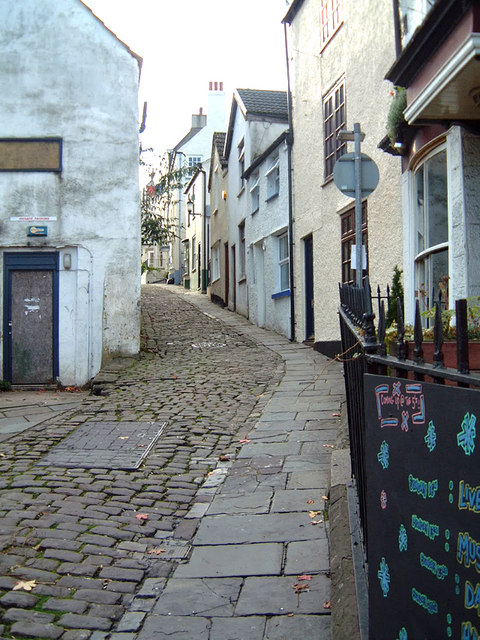
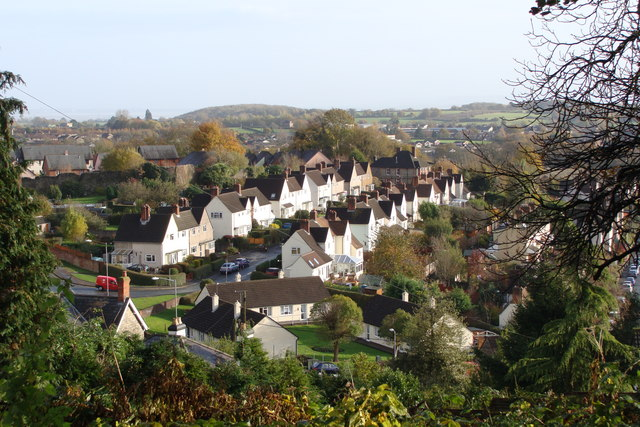
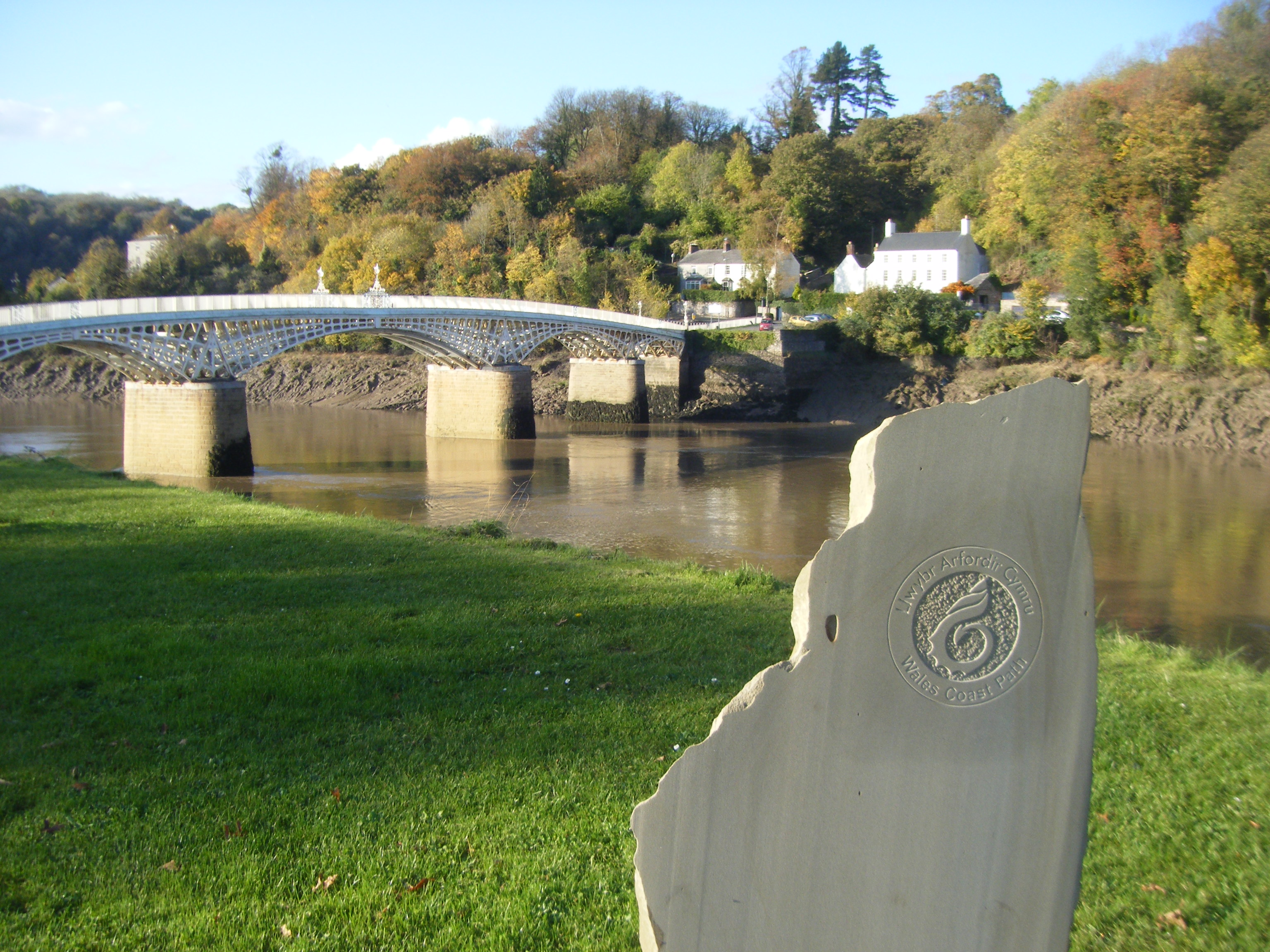